# Guatemaltekische Badmintonmeisterschaft
Guatemaltekische Badmintonmeisterschaften werden seit den 1980er Jahren ausgetragen. Mit den Guatemala International gibt es ebenfalls eine internationale Meisterschaft in Guatemala.

## Die Einzelmeister
| Saison    | Herreneinzel | Dameneinzel     | Herrendoppel                   | Damendoppel                   | Mixed             |
| --------- | ------------ | --------------- | ------------------------------ | ----------------------------- | ----------------- |
| vor 2003  | keine Daten  | keine Daten     | keine Daten                    | keine Daten                   | keine Daten       |
| 2003      | Kevin Cordón |                 |                                |                               |                   |
| 2004      | Kevin Cordón |                 |                                |                               |                   |
| 2005      | Kevin Cordón |                 |                                |                               |                   |
| 2006      | Kevin Cordón |                 |                                |                               |                   |
| 2007      | Kevin Cordón |                 |                                |                               |                   |
| 2008      | Kevin Cordón |                 |                                |                               |                   |
| 2009      | Kevin Cordón |                 |                                |                               |                   |
| 2010      | Kevin Cordón |                 |                                |                               |                   |
| 2011      | Kevin Cordón |                 |                                |                               |                   |
| 2012      | Kevin Cordón | Nikte Sotomayor | Rodolfo Ramírez Jonathan Solís | Krisley López Nikte Sotomayor | nicht ausgetragen |
| 2013 2024 | keine Daten  | keine Daten     | keine Daten                    | keine Daten                   | keine Daten       |